# Rhamnus liukiuensis
Rhamnus liukiuensis là một loài thực vật có hoa trong họ Táo. Loài này được (E.H. Wilson) Koidz. miêu tả khoa học đầu tiên năm 1935.